# Каміцинал
Каміцинал (англ. camicinal) — експериментальний лікарський засіб для лікування гастропарезів. Похідне фенілацетаміду. Застосовується перорально
Молекула каміцинала розроблена компанією «GlaxoSmithKline», але станом на березень 2024 року готовий препарат не випущений на фармацевтичний ринок.

## Фармакологічні властивості

### Фармакодинаміка
За механізмом дії каміцинал є прямим стимулятором мотилінових рецепторів, забезпечуючи прокінетичну дію на шлунок. Застосовується перорально.

### Фармакокінетика
Каміцинал добре всмоктується після перорального застосування. Період напіввиведення препарату становить 32 години.

## Показання до застосування
На теперішній час (березень 2024 року) недоступний для загального клінічного застосування. У клінічних випробуваннях каміцинал продемонстрував виражену ефективність у лікуванні гастропарезу.

## Побічна дія
Інформація відсутня.

## Протипокази
Інформація відсутня.

## Форми випуску
Інформація відсутня.